# S1000D
Die Spezifikation S1000D International specification for technical publications using a common source database ist weltweit ein XML Schema für Technische Dokumentation in den Bereichen Luftfahrt und Wehrmaterial. Herausgeber sind auf europäischer Seite die ASD (AeroSpace and Defence Industries Association of Europe, Brüssel) als Nachfolgeorganisation der AECMA, auf US-amerikanischer Seite die AIA (Aerospace Industries of America) und die ATA (Air Transport Association of America, Inc).
Es handelt sich hierbei um eine Spezifikation für das Erstellen externer technischer Dokumentation. Also zum Erarbeiten von Gebrauchsanleitungen. S1000D basiert auf internationalen Standards, die vom W3C festgelegt sind. Die Extensible Markup Language (XML) für Text, das Computer-Graphics-Metafile-Format (CGM) für 2D-Illustrationen und die Virtual Reality Modeling Language (VRML) für 3D-Animationen sind Beispiele hierfür. Im Oktober 2006 wurde ein RFC für die S1000D gestellt, um einen Uniform Resource Name zu erhalten.
Die Textanteile der zu erstellenden Dokumentation, sowie alle Grafiken, werden in einer gemeinsamen Quelldatenbank (common source database) gespeichert. Dies ist der „Speicher“ für die Aufbewahrung und Verwaltung von Datenmodulen. Die S1000D definiert jedoch nicht seine Funktionalität oder anderes. Sie besagt lediglich, dass es erforderlich ist, die in einem Projekt erzeugten Datenmodule zu speichern und zu verwalten.

## Verfügbarkeit
Die S1000D-Spezifikation in englischer Sprache kann auf der Webseite der S1000D kostenlos heruntergeladen werden. Die S1000D ist in 12 Ausgaben verfügbar von Ausgabe 1.7 bis Ausgabe 6.0, mit entsprechenden Zwischenausgaben.
Einige ältere Ausgaben der Spezifikation stehen auch in deutscher Sprache zum Download zur Verfügung.

## Geschichte
Vor Ausgabe 2 wurden Aktualisierungen der Spezifikation als Änderungen bezeichnet. Als der Standard Change 9 erreichte, wurde die vorgeschlagene Änderung 10 zu Issue 2.0, wobei frühere Changes als Issue 1.x retro bezeichnet wurden. Issue 1.6 war die erste öffentlich veröffentlichte Version von S1000D und war die erste Ausgabe, die sowohl Operator-Informationen (Crew) als auch Inhalte für Betreuer enthielt.
| Ausgabe | Datum              | Auszeichnungssprache                  | Änderung |
| ------- | ------------------ | ------------------------------------- | --- |
| 1.6     | 31. März 1995      | SGML-DTD nicht zum Download verfügbar | |
| 1.7     | 01. Februar 1998   | SGML-DTD                              | 1.7.1 vom 2. Juli 1998 (führt die IPRF-DTD ein) |
| 1.8     | 31. Januar 1999    | SGML-DTD                              | 1.8.1 vom 31. Mai 2000 (diverse DTD-Änderungen) |
| 1.9     | 01. April 2001     | SGML/XML DTD                          | |
| 2.0     | 31. Mai 2003       | SGML/XML DTD, XML schema              | Es gibt einen Patch-Ordner, aber keinen offiziellen nummerierten Patch und er enthält nur ein aktualisiertes Datenwörterbuch. |
| 2.1     | 29. Februar 2004   | SGML/XML DTD, XML schema              | |
| 2.2     | 01. Mai 2005       | SGML/XML DTD, XML schema              | 2.2.1 vom 01. Mai 2006 (nur XML-Schema) |
| 2.3     | 28. Februar 2007   | SGML/XML DTD, XML schema              | 2.3.1 vom 01.02.2009 (diverse Schemaprobleme behoben) |
| 3.0     | 31. Juli 2007      | SGML/XML DTD, XML schema              | 3.0.1 vom 01.02.2009 (diverse Schemaprobleme behoben) |
| 4.0     | 01. August 2008    | XML schema                            | 4.0.1 vom 12. Mai 2009 (umfangreiche Änderungen, aktualisierte BREX) 4.0.2 vom 09.10.2013 (diverse Änderungen, BREX aktualisiert) |
| 4.1     | 31. Dezember 2012  | XML schema                            | 4.1.A vom 7. Nov. 2014 (korrigiert Fehler im Crew-Schema, der IPD-Fig-Nummer und BREX-Problemen) 4.1.B vom 30. Juni 2017 (aktualisierte BREX-Regeln) 4.1.C vom 12. Mai 2020 (fügt fehlende Warn- und Warn-CIR-InfoCodes wieder hinzu) 4.1.D vom 27. Apr 2023 (.swf Dateien in den Bike-Daten durch .gif ersetzt) |
| 4.2     | 31. Dezember 2016  | XML schema                            | 4.2.A vom 31. Mai 2019 (nur Spezifikation; keine Schemaänderungen) |
| 5.0     | 28. Juni 2019      | XML schema                            | 5.0.A vom 01. Nov. 2019 (nur Spezifikation; keine Schemaänderungen) 5.0.B vom 29. September 21 (nur Aktualisierung des Datenwörterbuchs) |
| 6.0     | 01. September 2024 | XML Schema                            | Möglichkeiten für Referenzen Einführung eines neuen SVG-Profils Einführung eines neuen, modernisierten S1000D-Logos neue S1000D-Ausgabenummern-Konvention |

S1000D stellt keine Software-Tools zur Erstellung oder Verteilung von Inhalten in Übereinstimmung mit dem Standard zur Verfügung und unterstützt diese auch nicht. Es wird nur das reine XML-Schema beschrieben.

## Download Batchinhalt und Dateierläuterung
Im Download der gewünschten Version, z. B. Issue 6, der S1000D sind folgende Dateien enthalten: D1000D Functionality Matrix, Issue 6 Example SNS, Issue 6 Front Matter Samples, Issue 6 Unit of Measure, Issue 6 XML Schema Package, Issue 6 BR Template, Issue 6 BRDP Index, Issue 6 Data Dictionary, Issue 6 Default BREX, Issue 6 Bike Sample Data Set, ein Issue 6 Bike Sample Data Set sowie das Schema der Spezifikation Issue 6 selbst.
Die Beschreibung der Spezifikation selbst ist ein PDF mit 3670 Seiten.
Das Bike Sample enthält unter anderem 40 CGM- und 119 HTML-Beispieldateien. Damit ist es möglich das XML-Schema in einen Browser darzustellen, anhand von Beispieldaten, die eine Gebrauchsanleitung für ein Fahrrad (Bike) erzeugen. Die Daten des Bike Sample können auch in ein vorhandenes Datenmanagementsystem integriert und anzeigt werden. Die NASA hatte im Jahr 2014 das Projekt „Technical Data Interoperability (TDI) Pathfinder Via Emerging Standards“, das für die NASA IT Labs durchgeführt und vom NASA Office of Chief Information Officer (OCIO) unterstützt wurde. Dieses Projekt bewertete und testete eine Reihe von Industriestandards für einen Konzeptnachweis. Hier wurde das Bike Sample für eine Reihe von Tests genutzt, um die Daten nach verschiedenen Standards zu konvertieren.
Das Datenmodul der Regelvorlage (Business Rules (BR)) enthält alle Regeln, die für die aktuelle Ausgabe der Spezifikation gelten und durch diese definiert sind. Die Spezifikation muss durch die sogenannten Business Rules auf ein spezifisches Projekt angepasst (tailored) werden. Regeln (BR) sind der Schlüssel zum Erfolg eines jeden S1000D-Projekts. Die Regeln, die für S1000D-Publikationen gelten, sind mehrschichtig. Jede Schicht erbt und erweitert die Regeln der vorherigen Schicht, ähnlich dem DITA Dokumentenformat. Sie treffen im Wesentlichen eine Reihe von möglichen Entscheidungen im Voraus. Ziel ist es, dass alle (oder fast alle) Entscheidungen zu dem Zeitpunkt getroffen sind, an dem das eigentliche Schreiben der Anleitung beginnt, so dass jeder nach denselben Regeln schreibt. Aus diesem Grund wird in der Spezifikation so viel über sie gesprochen, insbesondere über die Business Rule Decision Points (BRDP) und Business Rules Exchange (BREX). Hier wird festgelegt, was in der zu fertigenden Anleitung beschrieben wird und wie es in der Anleitung dargestellt werden soll. Diese Festlegungen werden in einem Guidence Document (GD) festgehalten.
Seit Anfang 2025 steht ein Datenwörterbuch (Data Dictionary) für die Versionen 4.0, 4.1, 4.2, 5.0 und 6 zur Verfügung. Die Data Dictionaries sind Webseiten zur Anzeige der Definitionen und technischen Details für alle in den S1000D-Schemata verwendeten Elemente und Attribute sowie Erklärungen dazu. Die Data Dictionaries sind nun ebenfalls Bestandteil der jeweiligen Batches beim Download.

## Common Source Database
Die Common Source Database ist das Repository aller Dokumente (XML-Datenmodule, eingebundene PDF- und XML-Dateien), Grafiken und eventuell 3D-Animationen, die für die Publikation der Gebrauchsanleitung benötigt werden. Je nach Umfang der Anleitung kann die Common Source Database als ein Ordnersystem angelegt werden oder als Dokumentenserver in welchem die Version jedes einzelnen Dokumentes oder Grafik nachverfolgt werden kann.

## Systematik
Die S1000D gliedert die Dokumentation von Systemen entsprechend ihrer Systemarchitektur in Subsysteme und Komponenten unter Verwendung eines sog. „Standard Numbering System“ (SNS). Eine Dokumentation nach S1000D besteht aus Daten-Modulen (data modules), die unter Verwendung der Markup-Sprache in XML erzeugt und redundanzfrei in der CSDB gespeichert werden. Jedem gemäß Geräteaufbruch als Subsystem oder Komponente definierten Teil des zu dokumentierenden Systems sind eindeutig definierte Daten-Module zugeordnet.

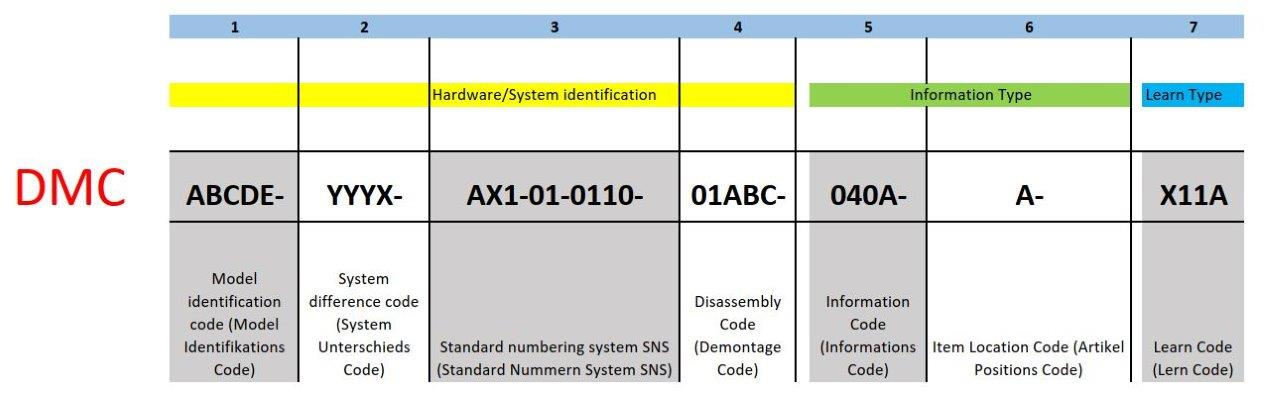
Systematik des Datenmodul-Codes

Jedem Daten-Modul ist ein Data-Module-Code (DMC) zugeordnet, der den Bearbeitungsstand des Daten-Moduls und die Einbindung des Daten-Moduls in die logische Struktur des zu schaffenden Dokuments (Anleitung) beschreibt.
Der Data-Module-Code ist eine 17- bis 37-stellige alphanumerische Kodierung und ist Bestandteil der Meta-Daten jedes Daten-Moduls.
Die ersten Stellen des DMC (von links gesehen) geben das Projekt wieder (z. B. Eurofighter) und werden bei der NAMSA beantragt. Genannt wird dieser Anteil des DMC: Model Identifications Code (MIC).

## Software
In der Praxis sind einzelne S1000D-Komponenten (Datenmodule, Abbildungen etc.) als Rohdaten nur schwer lesbar, da sie als Austauschformat gedacht sind. Deshalb verwenden S1000D-Redakteure und -Nutzer zur Erstellung, Bearbeitung und Anzeige von S1000D-Inhalten verschiedene Software. Einige der meistgenutzten Anwendungen werden hier aufgelistet:

### Autorensoftware
- Oxygen XML Editor. oxygenxml.com; with S1000D Framework github.com
- R4i Writer. onestrand.com
- Antenna House Formatter. antennahouse.com
- XMetaL
- S-Tools. stender-gmbh.com

### Anzeige-Software
- Arbortext® IETP Viewer for S1000D. informatikplm.com
- Libroplanta S1000D IETD Viewer. libroplanta.com
- R&S® IETDView. ietdview-online.de
- R4i Viewer. onestrand.com
- SDL LiveContent S1000D. sdl.com

## Deutschland
Da S1000D eine internationale Spezifikation ist, hat die Bundeswehr gemeinsam mit der Industrie den Arbeitskreis Beschreibende Technische Dokumentation (AK BTD) gebildet, um nationale Bedürfnisse und Interessen zu erkennen und diese an das internationale S1000D-Gremium in Form von Änderungsanträgen weiterzuleiten. Ziel ist die Weiterentwicklung sowie Auslegung der Spezifikation zugunsten nationaler Anforderungen und Anwendungen.